# Semeadura de nuvens

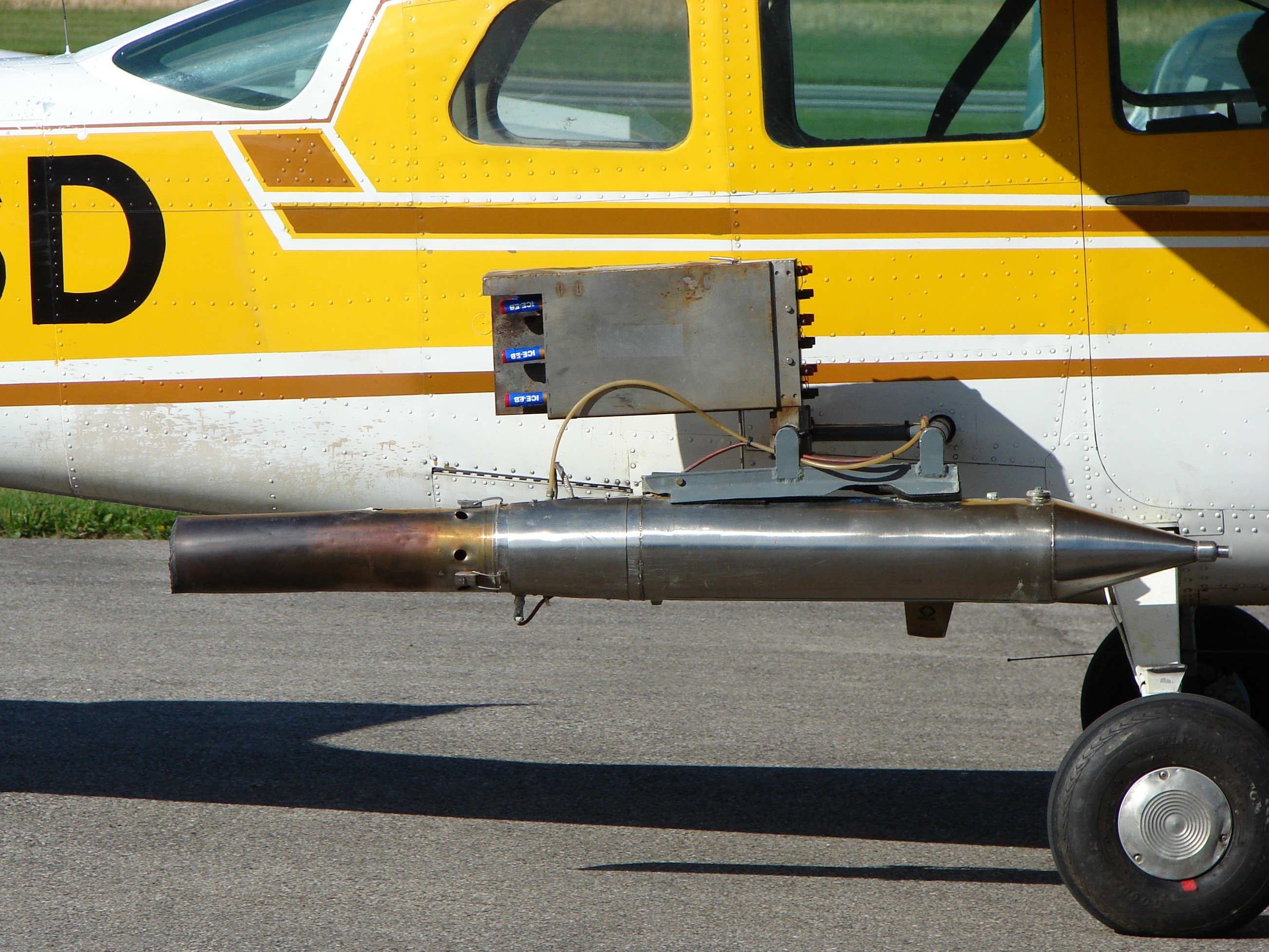
Avião Cessna 210 com equipamento para semear nuvens

A semeadura de nuvens, uma forma de controle de clima, é a tentativa de alterar a quantidade ou o tipo de precipitação meteorológica que cai de nuvens, dispersando substâncias no ar que servem como núcleo de condensação ou núcleo de gelo. A intenção normal é aumentar a precipitação, mas a supressão de granizo também é largamente praticada. O iodeto de prata e o gelo seco são geralmente as substâncias mais usadas na semeadura de nuvens.

## Processo
Para que ocorra a aglutinação das partículas de água, geralmente são usados sais de prata, como iodeto de prata. Isso acontece porque essas substâncias possuem geometria semelhante à dos cristais de gelo. Outras substâncias que podem ser utilizadas incluem cloreto de sódio, dióxido de carbono sólido (gelo seco), água e carvão ativado. Esses sais atuam como núcleos de condensação, agregando gotículas de água até que formem gotas mais pesadas, que se precipitam e geram a chuva.
A semeadura pode ser feita tanto a partir do céu, com o uso de aviões ou foguetes que dispersam as substâncias aglutinadoras dentro das nuvens, quanto usando canhões para dispará-las em suas direções.

## Aplicações e Controvérsias
A semeadura de nuvens tem sido utilizada em diversas situações, como durante a Olimpíada de Pequim em 2008, para fazer chover antes das competições e evitar que o clima afetasse as disputas. Atualmente, mais de 50 países no mundo empregam a semeadura de nuvens para lidar com problemas relacionados à escassez de água em suas várias regiões secas.
No entanto, a técnica tem suas controvérsias. Embora o processo seja simples, ele só é possível em nuvens que já possuam vapor d’água. Desta forma, ele não cria chuva, apenas acelera precipitações que já estão engatilhadas e poderiam se dissipar. Além disso, modificar o clima de forma artificial pode trazer resultados imprevisíveis no futuro.

## Semeadura de Nuvens no Brasil
No Brasil, o Estado do Ceará começou seus primeiros experimentos de semeadura de nuvens em 1950 para tentar contornar a seca no Semiárido. No entanto, o programa foi encerrado no ano 2000 por não apresentar resultados significativos nas precipitações.
Em 2012, a Bahia adotou a técnica para garantir uma boa condição de solo e salvar a produção de abacaxi da região de Itaberaba. Foram realizados 17 voos de semeadura, que geraram 14 chuvas. No entanto, o projeto não teve continuação devido ao alto custo.

## Ligações Externas
- Weather Modification Association (Associação de Modificação Climática): Informações técnicas (em inglês)